# 柿ノ木駅
柿ノ木駅（かきのきえき）は、かつて新潟県魚沼市穴沢にあった、東日本旅客鉄道（JR東日本）只見線の駅（廃駅）である。

## 歴史
仮乗降場として設置されたのは上条駅や魚沼田中駅と同日であるが、その年のうちに駅に昇格した両駅とは対照的に、当駅は日本国有鉄道（国鉄）の分割民営化まで仮乗降場のままであった。

### 年表
- 1951年（昭和26年）3月1日：国鉄の柿ノ木仮乗降場として開設[3][6]。
- 1987年（昭和62年）4月1日：国鉄分割民営化に伴い、東日本旅客鉄道（JR東日本）の駅となる。同時に駅に昇格する[2][6]。
- 2013年（平成25年）
  - 3月16日：臨時駅に変更[4][6]。定期列車はすべて通過となる[4][7]。
  - 11月9日 - 臨時快速「只見紅葉号」が停車[8]。
- 2014年（平成26年）10月25日：臨時快速「只見紅葉号」が停車[9]。
- 2015年（平成27年）
  - 3月7日：臨時列車を運行し、市民団体による感謝セレモニーを開催[1]。
  - 3月14日：利用者の減少を理由に廃止[1]。

## 駅構造
単式ホーム1面1線を有する地上駅。線路はほぼ南東から北西に走り、ホームは線路の北東側にある。ホームの入広瀬方に数段の階段があるのでこれを下ると外に出ることができ、この脇に小さな待合所がある。
木造一階建ての待合所は切妻屋根をもち、妻面に出入り口がある。内部には作りつけの長いすがあり、除雪用具や砂などが備え付けてあるほか、鉄道写真が飾られている。
開業当初からの無人駅。自動券売機は設置されていない。廃止時は越後湯沢駅が管理していた。

## 駅周辺
駅前を只見線に沿う形で走る道路が国道252号で、この国道に沿って小さな柿ノ木集落が開けている。
駅の南には、これも只見線と並行して破間川が流れている。駅の西1キロほどの場所で破間川に黒又川が注いでいる。

## 隣の駅
東日本旅客鉄道（JR東日本）
■只見線
大白川駅 - 柿ノ木駅 - 入広瀬駅